# St. Peter und Paul (Prudnik)

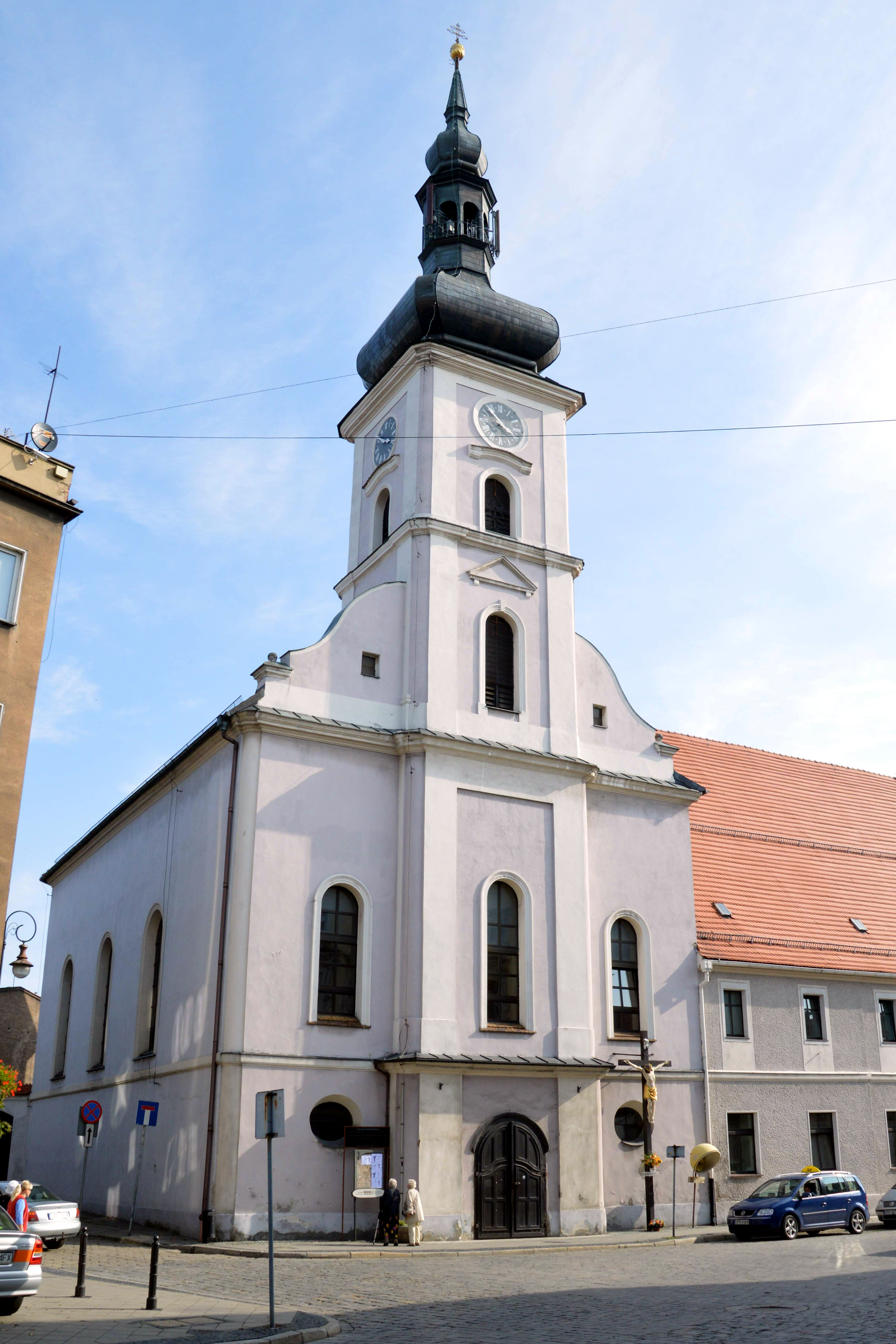
St.-Peter-und-Paul-Kirche

Die St.-Peter-und-Paul-Kirche im oberschlesischen Prudnik (poln. Kościół Świętych Apostołów Piotra i Pawła) befindet sich in der Piastenstraße (poln. ulica Piastowska).

## Geschichte
Das Kloster der Barmherzigen Brüder wurde in der zweiten Hälfte des 18. Jahrhunderts als Stiftung des Oberst Friedrich Wilhelm von Röder errichtet und 1810 säkularisiert.
Der klassizistische Hauptaltar mit Gemälden der hll. Peter und Paul sowie die Kanzel mit Relief entstanden Mitte des 19. Jahrhunderts. Den Kreuzweg schuf 1870 der Maler Joseph Fahnroth aus Ziegenhals.

## Architektur
Die St.-Peter-und-Paul-Kirche ist ein barocker Saalbau. Im Konventsgebäude befindet sich eine Kapelle im neubarocken Stil. Unter dem Sakralbau befinden sich Katakomben, welche in 16 Abteilungen aufgeteilt sind. Hier befinden sich auch die Gräber von Ordensbrüdern.